# Mistrzostwa Świata w Piłce Ręcznej Kobiet 2013
21. Mistrzostwa Świata w Piłce Ręcznej Kobiet – zawody sportowe rangi mistrzowskiej organizowane przez IHF, które odbyły się w Serbii od 6 do 22 grudnia 2013 roku na pięciu arenach w czterech miastach. W turnieju wystąpiły 24 zespoły, automatycznie do mistrzostw zakwalifikowała się reprezentacja Norwegii jako mistrz świata z 2011 i Serbia jako organizator imprezy. O pozostałe miejsca odbywały się kontynentalne kwalifikacje.
Pierwszy w historii triumf odniosły Brazylijki w finale pokonując gospodynie, zostając jednocześnie drugim, po Korei Południowej, pozaeuropejskim mistrzem świata. Brązowe medale otrzymały Dunki po zwycięstwie nad Polkami.
Po raz pierwszy prócz pokrycia kosztów przejazdu i wypłacenia bonusa za uczestnictwo poszczególnym federacjom IHF pokryła uczestniczkom koszty ubezpieczenia obejmującego okres turnieju i przygotowania do niego.
Wszystkie mecze były transmitowane w Internecie, a także w 140 krajach przez ponad trzydzieści stacji telewizyjnych.

## Wybór organizatora
Oficjalne kandydatury wysunęły Serbia i Korea Południowa. Na spotkaniu Zarządu IHF w niemieckim Herzogenaurach 2 października 2010 roku przyznano Serbii organizację mistrzostw. Hassan Moustafa, prezydent IHF, oraz Velimir Marjanović, prezes RSS, oficjalnie podpisali 18 grudnia 2012 roku umowę o organizację XXI Mistrzostw Świata.

## Terminarz
Od 6 do 13 grudnia odbywały się spotkania fazy grupowej, kolejne dwa dni przeznaczone były na mecze 1/8 finału, 18 i 20 grudnia rozegrane zostały odpowiednio ćwierćfinały i półfinały, mecze o medale natomiast przeprowadzono 22 grudnia.
Sprzedaż biletów rozpoczęła się 20 września 2013 roku – najtańszy pakiet na fazę grupową kosztował 15 euro, pakiet na mecze 1/8 i 1/4 finału w każdej z hal 12–120 euro, zaś wejściówka obejmująca cztery spotkania fazy medalowej 25–200 euro.

## Obiekty
Podczas składania wniosku o organizację turnieju Rukometni Savez Srbije wskazała pięć obiektów w czterech miastach, na których odbywały się spotkania mistrzostw. Finał zaplanowany został w Belgradzkiej Arenie.
| Belgrad           | BelgradNiszNowy SadZrenjanin | Belgrad            |
| Belgradzka Arena  | BelgradNiszNowy SadZrenjanin | Hala Pionir        |
| Pojemność: 19 892 | BelgradNiszNowy SadZrenjanin | Pojemność: 6 200   |
|                   | BelgradNiszNowy SadZrenjanin |                    |
| Nowy Sad          | Zrenjanin                    | Nisz               |
| SPC Vojvodina     | Kristalna dvorana            | Čair Sports Center |
| Pojemność: 8 000  | Pojemność: 4 000             | Pojemność: 5 800   |
|                   |                              |                    |

## Zespoły
| Kraj                          | Strefa kwalifikacyjna                | Mistrzostwa 2011 |
| ----------------------------- | ------------------------------------ | ---------------- |
| Serbia                        | Gospodarz                            | –                |
| Norwegia                      | Mistrz Świata 2011                   | Mistrzostwo      |
| Angola                        | Mistrzostwa Afryki 2012 – 1 miejsce  | 8. miejsce       |
| Tunezja                       | Mistrzostwa Afryki 2012 – 2 miejsce  | 18. miejsce      |
| Demokratyczna Republika Konga | Mistrzostwa Afryki 2012 – 3 miejsce  | –                |
| Algieria                      | Mistrzostwa Afryki 2012 – 4 miejsce  | –                |
| Czarnogóra                    | Mistrzostwa Europy 2012              | 10. miejsce      |
| Węgry                         | Mistrzostwa Europy 2012              | –                |
| Hiszpania                     | Europa - Play-off                    | 3. miejsce       |
| Rumunia                       | Europa - Play-off                    | 13. miejsce      |
| Czechy                        | Europa - Play-off                    | –                |
| Polska                        | Europa - Play-off                    | –                |
| Dania                         | Europa - Play-off                    | 4. miejsce       |
| Holandia                      | Europa - Play-off                    | 15. miejsce      |
| Niemcy                        | Europa - Play-off                    | 17. miejsce      |
| Francja                       | Europa - Play-off                    | 2. miejsce       |
| Korea Południowa              | Mistrzostwa Azji 2012 - 1 miejsce    | 11. miejsce      |
| Chiny                         | Mistrzostwa Azji 2012 - 2 miejsce    | 21. miejsce      |
| Japonia                       | Mistrzostwa Azji 2012 - 3 miejsce    | 14. miejsce      |
| Brazylia                      | Mistrzostwa Ameryki 2013 - 1 miejsce | 5. miejsce       |
| Argentyna                     | Mistrzostwa Ameryki 2013 - 2 miejsce | 23. miejsce      |
| Dominikana                    | Mistrzostwa Ameryki 2013 - 3 miejsce | –                |
| Paragwaj                      | Mistrzostwa Ameryki 2013 - 4 miejsce | –                |
| Australia                     | Mistrz Oceanii                       | 24. miejsce      |

## Losowanie grup
Transmitowane w Internecie losowanie grup odbyło się 15 czerwca 2013 roku w belgradzkim ratuszu. Przed losowaniem drużyny zostały podzielone na sześć koszyków.
| Koszyk 1   |
| ---------- |
| Norwegia   |
| Czarnogóra |
| Węgry      |
| Dania      |

| Koszyk 2 |
| -------- |
| Holandia |
| Brazylia |
| Niemcy   |
| Polska   |

| Koszyk 3 |
| -------- |
| Angola   |
| Francja  |
| Serbia   |
| Rumunia  |

| Koszyk 4         |
| ---------------- |
| Korea Południowa |
| Hiszpania        |
| Czechy           |
| Chiny            |

| Koszyk 5                      |
| ----------------------------- |
| Tunezja                       |
| Demokratyczna Republika Konga |
| Japonia                       |
| Argentyna                     |

| Koszyk 6   |
| ---------- |
| Dominikana |
| Paragwaj   |
| Algieria   |
| Australia  |

W wyniku losowania wyłonione zostały cztery grupy liczące po sześć zespołów.
| Grupa A Belgrad               | Grupa B Nisz | Grupa C Zrenjanin | Grupa D Nowy Sad |
| ----------------------------- | ------------ | ----------------- | ---------------- |
| Czarnogóra                    | Dania        | Norwegia          | Węgry            |
| Holandia                      | Brazylia     | Polska            | Niemcy           |
| Francja                       | Serbia       | Angola            | Rumunia          |
| Korea Południowa              | Chiny        | Hiszpania         | Czechy           |
| Demokratyczna Republika Konga | Japonia      | Argentyna         | Tunezja          |
| Dominikana                    | Algieria     | Paragwaj          | Australia        |

## Faza grupowa

### Grupa A
| 7 grudnia 201314:45 | Czarnogóra | 24:22(11:11) | Korea Południowa | Hala Pionir, Belgrad Widzów: 1 100 Sędzia: Lah, Sok |
| 7 grudnia 201314:45 |            | 24:22(11:11) |                  | Hala Pionir, Belgrad Widzów: 1 100 Sędzia: Lah, Sok |

| 7 grudnia 201317:00 | Francja | 31:13(15:6) | Demokratyczna Republika Konga | Hala Pionir, Belgrad Sędzia: Marina, Minore |
| 7 grudnia 201317:00 |         | 31:13(15:6) |                               | Hala Pionir, Belgrad Sędzia: Marina, Minore |

| 7 grudnia 201319:15 | Holandia | 44:21(20:9) | Dominikana | Hala Pionir, Belgrad Widzów: 300 Sędzia: Arntsen, Røen |
| 7 grudnia 201319:15 |          | 44:21(20:9) |            | Hala Pionir, Belgrad Widzów: 300 Sędzia: Arntsen, Røen |

| 8 grudnia 201316:00 | Korea Południowa | 29:26(17:11) | Holandia | Hala Pionir, Belgrad Widzów: 500 Sędzia: Horváth, Márton |
| 8 grudnia 201316:00 |                  | 29:26(17:11) |          | Hala Pionir, Belgrad Widzów: 500 Sędzia: Horváth, Márton |

| 8 grudnia 201318:15 | Demokratyczna Republika Konga | 9:35(4:19) | Czarnogóra | Hala Pionir, Belgrad Widzów: 726 Sędzia: Arntsen, Røen |
| 8 grudnia 201318:15 |                               | 9:35(4:19) |            | Hala Pionir, Belgrad Widzów: 726 Sędzia: Arntsen, Røen |

| 8 grudnia 201320:30 | Dominikana | 10:27(4:10) | Francja | Hala Pionir, Belgrad Widzów: 250 Sędzia: Lah, Sok |
| 8 grudnia 201320:30 |            | 10:27(4:10) |         | Hala Pionir, Belgrad Widzów: 250 Sędzia: Lah, Sok |

| 10 grudnia 201316:00 | Korea Południowa | 34:20(19:13) | Demokratyczna Republika Konga | Hala Pionir, Belgrad Widzów: 100 Sędzia: Arntsen, Røen |
| 10 grudnia 201316:00 |                  | 34:20(19:13) |                               | Hala Pionir, Belgrad Widzów: 100 Sędzia: Arntsen, Røen |

| 10 grudnia 201318:15 | Czarnogóra | 33:19(17:10) | Dominikana | Hala Pionir, Belgrad Widzów: 200 Sędzia: Horváth, Márton |
| 10 grudnia 201318:15 |            | 33:19(17:10) |            | Hala Pionir, Belgrad Widzów: 200 Sędzia: Horváth, Márton |

| 10 grudnia 201320:30 | Holandia | 19:23(10:10) | Francja | Hala Pionir, Belgrad Widzów: 400 Sędzia: Marina, Minore |
| 10 grudnia 201320:30 |          | 19:23(10:10) |         | Hala Pionir, Belgrad Widzów: 400 Sędzia: Marina, Minore |

| 11 grudnia 201316:00 | Dominikana | 20:51(8:27) | Korea Południowa | Hala Pionir, Belgrad Widzów: 150 Sędzia: Marina, Minore |
| 11 grudnia 201316:00 |            | 20:51(8:27) |                  | Hala Pionir, Belgrad Widzów: 150 Sędzia: Marina, Minore |

| 11 grudnia 201318:15 | Holandia | 33:21(18:11) | Demokratyczna Republika Konga | Hala Pionir, Belgrad Widzów: 300 Sędzia: Horváth, Márton |
| 11 grudnia 201318:15 |          | 33:21(18:11) |                               | Hala Pionir, Belgrad Widzów: 300 Sędzia: Horváth, Márton |

| 11 grudnia 201320:30 | Francja | 17:16(6:8) | Czarnogóra | Hala Pionir, Belgrad Widzów: 600 Sędzia: Arntsen, Røen |
| 11 grudnia 201320:30 |         | 17:16(6:8) |            | Hala Pionir, Belgrad Widzów: 600 Sędzia: Arntsen, Røen |

| 13 grudnia 201316:15 | Demokratyczna Republika Konga | 23:22(15:13) | Dominikana | Hala Pionir, Belgrad Widzów: 150 Sędzia: Marina, Minore |
| 13 grudnia 201316:15 |                               | 23:22(15:13) |            | Hala Pionir, Belgrad Widzów: 150 Sędzia: Marina, Minore |

| 13 grudnia 201318:30 | Francja | 27:22(11:10) | Korea Południowa | Hala Pionir, Belgrad Widzów: 700 Sędzia: Horváth, Márton |
| 13 grudnia 201318:30 |         | 27:22(11:10) |                  | Hala Pionir, Belgrad Widzów: 700 Sędzia: Horváth, Márton |

| 13 grudnia 201320:45 | Czarnogóra | 27:25(14:18) | Holandia | Hala Pionir, Belgrad Widzów: 600 Sędzia: Santos, Fonseca |
| 13 grudnia 201320:45 |            | 27:25(14:18) |          | Hala Pionir, Belgrad Widzów: 600 Sędzia: Santos, Fonseca |

### Grupa B
| 6 grudnia 201318:00 | Serbia | 28:26(10:13) | Japonia | Čair Sports Center, Nisz Widzów: 3 800 Sędzia: García, Marín |
| 6 grudnia 201318:00 |        | 28:26(10:13) |         | Čair Sports Center, Nisz Widzów: 3 800 Sędzia: García, Marín |

| 7 grudnia 201318:00 | Brazylia | 36:20(21:7) | Algieria | Čair Sports Center, Nisz Widzów: 1 000 Sędzia: Duţă, Florescu |
| 7 grudnia 201318:00 |          | 36:20(21:7) |          | Čair Sports Center, Nisz Widzów: 1 000 Sędzia: Duţă, Florescu |

| 7 grudnia 201320:15 | Dania | 44:21(19:13) | Chiny | Čair Sports Center, Nisz Widzów: 800 Sędzia: Krichen, Makhlouf |
| 7 grudnia 201320:15 |       | 44:21(19:13) |       | Čair Sports Center, Nisz Widzów: 800 Sędzia: Krichen, Makhlouf |

| 8 grudnia 201315:45 | Chiny | 21:34(12:19) | Brazylia | Čair Sports Center, Nisz Widzów: 200 Sędzia: García, Marín |
| 8 grudnia 201315:45 |       | 21:34(12:19) |          | Čair Sports Center, Nisz Widzów: 200 Sędzia: García, Marín |

| 8 grudnia 201318:00 | Algieria | 14:34(6:18) | Serbia | Čair Sports Center, Nisz Widzów: 3 500 Sędzia: Krichen, Makhlouf |
| 8 grudnia 201318:00 |          | 14:34(6:18) |        | Čair Sports Center, Nisz Widzów: 3 500 Sędzia: Krichen, Makhlouf |

| 8 grudnia 201320:15 | Japonia | 25:29(13:13) | Dania | Čair Sports Center, Nisz Widzów: 800 Sędzia: Gatelis, Mažeika |
| 8 grudnia 201320:15 |         | 25:29(13:13) |       | Čair Sports Center, Nisz Widzów: 800 Sędzia: Gatelis, Mažeika |

| 10 grudnia 201315:45 | Chiny | 27:33(12:16) | Japonia | Čair Sports Center, Nisz Widzów: 500 Sędzia: Duţă, Florescu |
| 10 grudnia 201315:45 |       | 27:33(12:16) |         | Čair Sports Center, Nisz Widzów: 500 Sędzia: Duţă, Florescu |

| 10 grudnia 201318:00 | Brazylia | 25:23(14:11) | Serbia | Čair Sports Center, Nisz Widzów: 3 800 Sędzia: Gatelis, Mažeika |
| 10 grudnia 201318:00 |          | 25:23(14:11) |        | Čair Sports Center, Nisz Widzów: 3 800 Sędzia: Gatelis, Mažeika |

| 10 grudnia 201320:15 | Dania | 38:20(21:8) | Algieria | Čair Sports Center, Nisz Widzów: 400 Sędzia: García, Marín |
| 10 grudnia 201320:15 |       | 38:20(21:8) |          | Čair Sports Center, Nisz Widzów: 400 Sędzia: García, Marín |

| 11 grudnia 201315:45 | Brazylia | 24:20(12:8) | Japonia | Čair Sports Center, Nisz Widzów: 300 Sędzia: Krichen, Makhlouf |
| 11 grudnia 201315:45 |          | 24:20(12:8) |         | Čair Sports Center, Nisz Widzów: 300 Sędzia: Krichen, Makhlouf |

| 11 grudnia 201318:00 | Algieria | 25:27(14:15) | Chiny | Čair Sports Center, Nisz Widzów: 1 000 Sędzia: Gatelis, Mažeika |
| 11 grudnia 201318:00 |          | 25:27(14:15) |       | Čair Sports Center, Nisz Widzów: 1 000 Sędzia: Gatelis, Mažeika |

| 11 grudnia 201320:15 | Serbia | 23:22(12:12) | Dania | Čair Sports Center, Nisz Widzów: 3 800 Sędzia: García, Marín |
| 11 grudnia 201320:15 |        | 23:22(12:12) |       | Čair Sports Center, Nisz Widzów: 3 800 Sędzia: García, Marín |

| 13 grudnia 201315:45 | Japonia | 32:23(16:12) | Algieria | Čair Sports Center, Nisz Widzów: 200 Sędzia: Duţă, Florescu |
| 13 grudnia 201315:45 |         | 32:23(16:12) |          | Čair Sports Center, Nisz Widzów: 200 Sędzia: Duţă, Florescu |

| 13 grudnia 201318:00 | Serbia | 32:18(19:10) | Chiny | Čair Sports Center, Nisz Widzów: 3 700 Sędzia: Krichen, Makhlouf |
| 13 grudnia 201318:00 |        | 32:18(19:10) |       | Čair Sports Center, Nisz Widzów: 3 700 Sędzia: Krichen, Makhlouf |

| 13 grudnia 201320:15 | Dania | 18:23(9:14) | Brazylia | Čair Sports Center, Nisz Widzów: 1 000 Sędzia: Gatelis, Mažeika |
| 13 grudnia 201320:15 |       | 18:23(9:14) |          | Čair Sports Center, Nisz Widzów: 1 000 Sędzia: Gatelis, Mažeika |

### Grupa C
| 7 grudnia 201315:45 | Angola | 33:23(15:12) | Argentyna | Kristalna dvorana, Zrenjanin Widzów: 1 000 Sędzia: Al-Mutawa, Al-Suwailam |
| 7 grudnia 201315:45 |        | 33:23(15:12) |           | Kristalna dvorana, Zrenjanin Widzów: 1 000 Sędzia: Al-Mutawa, Al-Suwailam |

| 7 grudnia 201318:00 | Polska | 40:6(19:4) | Paragwaj | Kristalna dvorana, Zrenjanin Widzów: 1 000 Sędzia: Engberg, Laurell |
| 7 grudnia 201318:00 |        | 40:6(19:4) |          | Kristalna dvorana, Zrenjanin Widzów: 1 000 Sędzia: Engberg, Laurell |

| 7 grudnia 201320:15 | Norwegia | 22:20(11:10) | Hiszpania | Kristalna dvorana, Zrenjanin Widzów: 2 000 Sędzia: Pandžić, Mošorinski |
| 7 grudnia 201320:15 |          | 22:20(11:10) |           | Kristalna dvorana, Zrenjanin Widzów: 2 000 Sędzia: Pandžić, Mošorinski |

| 9 grudnia 201315:45 | Paragwaj | 12:37(7:18) | Angola | Kristalna dvorana, Zrenjanin Widzów: 500 Sędzia: Mošorinski, Pandžić |
| 9 grudnia 201315:45 |          | 12:37(7:18) |        | Kristalna dvorana, Zrenjanin Widzów: 500 Sędzia: Mošorinski, Pandžić |

| 9 grudnia 201318:00 | Hiszpania | 26:20(11:11) | Polska | Kristalna dvorana, Zrenjanin Widzów: 1 000 Sędzia: Al-Mutawa, Al-Suwailam |
| 9 grudnia 201318:00 |           | 26:20(11:11) |        | Kristalna dvorana, Zrenjanin Widzów: 1 000 Sędzia: Al-Mutawa, Al-Suwailam |

| 9 grudnia 201320:15 | Argentyna | 18:37(9:15) | Norwegia | Kristalna dvorana, Zrenjanin Widzów: 2 000 Sędzia: Fonseca, Santos |
| 9 grudnia 201320:15 |           | 18:37(9:15) |          | Kristalna dvorana, Zrenjanin Widzów: 2 000 Sędzia: Fonseca, Santos |

| 10 grudnia 201315:45 | Polska | 32:23(18:13) | Angola | Kristalna dvorana, Zrenjanin Widzów: 800 Sędzia: Fonseca, Santos |
| 10 grudnia 201315:45 |        | 32:23(18:13) |        | Kristalna dvorana, Zrenjanin Widzów: 800 Sędzia: Fonseca, Santos |

| 10 grudnia 201318:00 | Hiszpania | 25:19(14:11) | Argentyna | Kristalna dvorana, Zrenjanin Widzów: 1 000 Sędzia: Engberg, Laurell |
| 10 grudnia 201318:00 |           | 25:19(14:11) |           | Kristalna dvorana, Zrenjanin Widzów: 1 000 Sędzia: Engberg, Laurell |

| 10 grudnia 201320:15 | Norwegia | 34:13(17:8) | Paragwaj | Kristalna dvorana, Zrenjanin Widzów: 800 Sędzia: Al-Mutawa, Al-Suwailam |
| 10 grudnia 201320:15 |          | 34:13(17:8) |          | Kristalna dvorana, Zrenjanin Widzów: 800 Sędzia: Al-Mutawa, Al-Suwailam |

| 12 grudnia 201315:45 | Paragwaj | 9:29(0:14) | Hiszpania | Kristalna dvorana, Zrenjanin Widzów: 500 Sędzia: Fonseca, Santos |
| 12 grudnia 201315:45 |          | 9:29(0:14) |           | Kristalna dvorana, Zrenjanin Widzów: 500 Sędzia: Fonseca, Santos |

| 12 grudnia 201318:00 | Polska | 31:17(14:9) | Argentyna | Kristalna dvorana, Zrenjanin Widzów: 1 500 Sędzia: Mošorinski, Pandžić |
| 12 grudnia 201318:00 |        | 31:17(14:9) |           | Kristalna dvorana, Zrenjanin Widzów: 1 500 Sędzia: Mošorinski, Pandžić |

| 12 grudnia 201320:15 | Angola | 21:26(9:12) | Norwegia | Kristalna dvorana, Zrenjanin Widzów: 1 200 Sędzia: Al-Mutawa, Al-Suwailam |
| 12 grudnia 201320:15 |        | 21:26(9:12) |          | Kristalna dvorana, Zrenjanin Widzów: 1 200 Sędzia: Al-Mutawa, Al-Suwailam |

| 13 grudnia 201315:45 | Argentyna | 25:15(13:5) | Paragwaj | Kristalna dvorana, Zrenjanin Widzów: 500 Sędzia: Engberg, Laurell |
| 13 grudnia 201315:45 |           | 25:15(13:5) |          | Kristalna dvorana, Zrenjanin Widzów: 500 Sędzia: Engberg, Laurell |

| 13 grudnia 201318:00 | Angola | 21:30(10:14) | Hiszpania | Kristalna dvorana, Zrenjanin Widzów: 2 000 Sędzia: Koo, Lee |
| 13 grudnia 201318:00 |        | 21:30(10:14) |           | Kristalna dvorana, Zrenjanin Widzów: 2 000 Sędzia: Koo, Lee |

| 13 grudnia 201320:15 | Norwegia | 23:18(13:10) | Polska | Kristalna dvorana, Zrenjanin Widzów: 1 500 Sędzia: Lah, Sok |
| 13 grudnia 201320:15 |          | 23:18(13:10) |        | Kristalna dvorana, Zrenjanin Widzów: 1 500 Sędzia: Lah, Sok |

### Grupa D
| 7 grudnia 201314:45 | Węgry | 35:27(18:16) | Czechy | SPC Vojvodina, Nowy Sad Widzów: 800 Sędzia: Bonaventura, Bonaventura |
| 7 grudnia 201314:45 |       | 35:27(18:16) |        | SPC Vojvodina, Nowy Sad Widzów: 800 Sędzia: Bonaventura, Bonaventura |

| 7 grudnia 201317:00 | Niemcy | 36:15(17:7) | Australia | SPC Vojvodina, Nowy Sad Widzów: 700 Sędzia: Koo, Lee |
| 7 grudnia 201317:00 |        | 36:15(17:7) |           | SPC Vojvodina, Nowy Sad Widzów: 700 Sędzia: Koo, Lee |

| 7 grudnia 201319:15 | Rumunia | 27:17(15:8) | Tunezja | SPC Vojvodina, Nowy Sad Widzów: 900 Sędzia: Birch, Stenrand |
| 7 grudnia 201319:15 |         | 27:17(15:8) |         | SPC Vojvodina, Nowy Sad Widzów: 900 Sędzia: Birch, Stenrand |

| 9 grudnia 201314:45 | Tunezja | 24:26(15:15) | Węgry | SPC Vojvodina, Nowy Sad Widzów: 400 Sędzia: Koo, Lee |
| 9 grudnia 201314:45 |         | 24:26(15:15) |       | SPC Vojvodina, Nowy Sad Widzów: 400 Sędzia: Koo, Lee |

| 9 grudnia 201317:00 | Czechy | 32:37(13:17) | Niemcy | SPC Vojvodina, Nowy Sad Widzów: 800 Sędzia: Coulibaly, Diabaté |
| 9 grudnia 201317:00 |        | 32:37(13:17) |        | SPC Vojvodina, Nowy Sad Widzów: 800 Sędzia: Coulibaly, Diabaté |

| 9 grudnia 201319:15 | Australia | 13:32(7:16) | Rumunia | SPC Vojvodina, Nowy Sad Widzów: 300 Sędzia: Bonaventura, Bonaventura |
| 9 grudnia 201319:15 |           | 13:32(7:16) |         | SPC Vojvodina, Nowy Sad Widzów: 300 Sędzia: Bonaventura, Bonaventura |

| 10 grudnia 201314:45 | Czechy | 28:24(15:14) | Tunezja | SPC Vojvodina, Nowy Sad Widzów: 400 Sędzia: Bonaventura, Bonaventura |
| 10 grudnia 201314:45 |        | 28:24(15:14) |         | SPC Vojvodina, Nowy Sad Widzów: 400 Sędzia: Bonaventura, Bonaventura |

| 10 grudnia 201317:00 | Niemcy | 26:23(13:12) | Rumunia | SPC Vojvodina, Nowy Sad Widzów: 800 Sędzia: Birch, Stenrand |
| 10 grudnia 201317:00 |        | 26:23(13:12) |         | SPC Vojvodina, Nowy Sad Widzów: 800 Sędzia: Birch, Stenrand |

| 10 grudnia 201319:15 | Węgry | 39:15(19:11) | Australia | SPC Vojvodina, Nowy Sad Widzów: 400 Sędzia: Coulibaly, Diabaté |
| 10 grudnia 201319:15 |       | 39:15(19:11) |           | SPC Vojvodina, Nowy Sad Widzów: 400 Sędzia: Coulibaly, Diabaté |

| 12 grudnia 201314:45 | Australia | 10:34(4:15) | Czechy | SPC Vojvodina, Nowy Sad Widzów: 400 Sędzia: Birch, Stenrand |
| 12 grudnia 201314:45 |           | 10:34(4:15) |        | SPC Vojvodina, Nowy Sad Widzów: 400 Sędzia: Birch, Stenrand |

| 12 grudnia 201317:00 | Niemcy | 26:20(10:11) | Tunezja | SPC Vojvodina, Nowy Sad Widzów: 1 200 Sędzia: Koo, Lee |
| 12 grudnia 201317:00 |        | 26:20(10:11) |         | SPC Vojvodina, Nowy Sad Widzów: 1 200 Sędzia: Koo, Lee |

| 12 grudnia 201319:15 | Rumunia | 21:17(8:10) | Węgry | SPC Vojvodina, Nowy Sad Widzów: 5 000 Sędzia: Coulibaly, Diabaté |
| 12 grudnia 201319:15 |         | 21:17(8:10) |       | SPC Vojvodina, Nowy Sad Widzów: 5 000 Sędzia: Coulibaly, Diabaté |

| 13 grudnia 201314:45 | Tunezja | 24:15(12:8) | Australia | SPC Vojvodina, Nowy Sad Widzów: 300 Sędzia: Coulibaly, Diabaté |
| 13 grudnia 201314:45 |         | 24:15(12:8) |           | SPC Vojvodina, Nowy Sad Widzów: 300 Sędzia: Coulibaly, Diabaté |

| 13 grudnia 201317:00 | Węgry | 26:27(16:14) | Niemcy | SPC Vojvodina, Nowy Sad Widzów: 3 000 Sędzia: Bonaventura, Bonaventura |
| 13 grudnia 201317:00 |       | 26:27(16:14) |        | SPC Vojvodina, Nowy Sad Widzów: 3 000 Sędzia: Bonaventura, Bonaventura |

| 13 grudnia 201319:15 | Rumunia | 29:23(14:7) | Czechy | SPC Vojvodina, Nowy Sad Widzów: 700 Sędzia: Mošorinski, Pandžić |
| 13 grudnia 201319:15 |         | 29:23(14:7) |        | SPC Vojvodina, Nowy Sad Widzów: 700 Sędzia: Mošorinski, Pandžić |

## President's Cup

### Mecze o 21. miejsce
Półfinały
| 15 grudnia 201313:15 | Dominikana | 24:29(9:12) | Algieria | Čair Sports Center, Nisz Widzów: 300 Sędzia: Laurell, Lee |
| 15 grudnia 201313:15 |            | 24:29(9:12) |          | Čair Sports Center, Nisz Widzów: 300 Sędzia: Laurell, Lee |

| 15 grudnia 201315:30 | Paragwaj | 18:18 k. 5:3(12:10, k. 5:3) | Australia | Čair Sports Center, Nisz Widzów: 300 Sędzia: Florescu, Koo |
| 15 grudnia 201315:30 |          | 18:18 k. 5:3(12:10, k. 5:3) |           | Čair Sports Center, Nisz Widzów: 300 Sędzia: Florescu, Koo |

Mecz o 23. miejsce
| 16 grudnia 201313:15 | Dominikana | 27:26(18:9) | Australia | Čair Sports Center, Nisz Widzów: 200 Sędzia: Al-Mutawa, Al-Suwailam |
| 16 grudnia 201313:15 |            | 27:26(18:9) |           | Čair Sports Center, Nisz Widzów: 200 Sędzia: Al-Mutawa, Al-Suwailam |

Mecz o 21. miejsce
| 16 grudnia 201315:30 | Algieria | 19:29(10:13) | Paragwaj | Čair Sports Center, Nisz Widzów: 300 Sędzia: Laurell, Florescu |
| 16 grudnia 201315:30 |          | 19:29(10:13) |          | Čair Sports Center, Nisz Widzów: 300 Sędzia: Laurell, Florescu |

### Mecze o 17. miejsce
Półfinały
| 15 grudnia 201317:45 | Demokratyczna Republika Konga | 22:23(8:11) | Chiny | Čair Sports Center, Nisz Widzów: 300 Sędzia: Duţă, Diabaté |
| 15 grudnia 201317:45 |                               | 22:23(8:11) |       | Čair Sports Center, Nisz Widzów: 300 Sędzia: Duţă, Diabaté |

| 15 grudnia 201320:00 | Argentyna | 21:27(12:14) | Tunezja | Čair Sports Center, Nisz Widzów: 300 Sędzia: Engberg, Røen |
| 15 grudnia 201320:00 |           | 21:27(12:14) |         | Čair Sports Center, Nisz Widzów: 300 Sędzia: Engberg, Røen |

Mecz o 19. miejsce
| 16 grudnia 201317:45 | Demokratyczna Republika Konga | 19:31(7:14) | Argentyna | Čair Sports Center, Nisz Widzów: 250 Sędzia: Røen, Lee |
| 16 grudnia 201317:45 |                               | 19:31(7:14) |           | Čair Sports Center, Nisz Widzów: 250 Sędzia: Røen, Lee |

Mecz o 17. miejsce
| 16 grudnia 201320:00 | Chiny | 23:28(11:12) | Tunezja | Čair Sports Center, Nisz Widzów: 300 Sędzia: Coulibaly, Arntsen |
| 16 grudnia 201320:00 |       | 23:28(11:12) |         | Čair Sports Center, Nisz Widzów: 300 Sędzia: Coulibaly, Arntsen |

## Faza pucharowa

### 1/8 finału
| 15 grudnia 201317:30 | Niemcy | 29:21(13:10) | Angola | SPC Vojvodina, Nowy Sad Widzów: 1 000 Sędzia: Lah, Sok |
| 15 grudnia 201317:30 |        | 29:21(13:10) |        | SPC Vojvodina, Nowy Sad Widzów: 1 000 Sędzia: Lah, Sok |

| 15 grudnia 201318:00 | Francja | 27:19(12:9) | Japonia | Belgradzka Arena, Belgrad Widzów: 510 Sędzia: Krichen, Makhlouf |
| 15 grudnia 201318:00 |         | 27:19(12:9) |         | Belgradzka Arena, Belgrad Widzów: 510 Sędzia: Krichen, Makhlouf |

| 15 grudnia 201320:15 | Polska | 31:29(13:17) | Rumunia | SPC Vojvodina, Nowy Sad Widzów: 2 000 Sędzia: Mošorinski, Pandžić |
| 15 grudnia 201320:15 |        | 31:29(13:17) |         | SPC Vojvodina, Nowy Sad Widzów: 2 000 Sędzia: Mošorinski, Pandžić |

| 15 grudnia 201320:45 | Dania | 22:21(11:12) | Czarnogóra | Belgradzka Arena, Belgrad Widzów: 1 100 Sędzia: García, Marín |
| 15 grudnia 201320:45 |       | 22:21(11:12) |            | Belgradzka Arena, Belgrad Widzów: 1 100 Sędzia: García, Marín |

| 16 grudnia 201317:30 | Węgry | 28:21(17:12) | Hiszpania | SPC Vojvodina, Nowy Sad Widzów: 1 500 Sędzia: Birch, Stenrand |
| 16 grudnia 201317:30 |       | 28:21(17:12) |           | SPC Vojvodina, Nowy Sad Widzów: 1 500 Sędzia: Birch, Stenrand |

| 16 grudnia 201318:00 | Brazylia | 29:23(16:14) | Holandia | Belgradzka Arena, Belgrad Widzów: 300 Sędzia: Horváth, Márton |
| 16 grudnia 201318:00 |          | 29:23(16:14) |          | Belgradzka Arena, Belgrad Widzów: 300 Sędzia: Horváth, Márton |

| 16 grudnia 201320:15 | Norwegia | 31:21(19:10) | Czechy | SPC Vojvodina, Nowy Sad Widzów: 1 000 Sędzia: Marina, Minore |
| 16 grudnia 201320:15 |          | 31:21(19:10) |        | SPC Vojvodina, Nowy Sad Widzów: 1 000 Sędzia: Marina, Minore |

| 16 grudnia 201320:45 | Korea Południowa | 27:28(12:13) | Serbia | Belgradzka Arena, Belgrad Widzów: 12 000 Sędzia: Santos, Fonseca |
| 16 grudnia 201320:45 |                  | 27:28(12:13) |        | Belgradzka Arena, Belgrad Widzów: 12 000 Sędzia: Santos, Fonseca |

### Ćwierćfinały
| 18 grudnia 201317:30 | Brazylia | 33:31 (pd.)(12:11, 26:26, 29:29) | Węgry | Belgradzka Arena, Belgrad Widzów: 7 500 Sędzia: Mošorinski, Pandžić |
| 18 grudnia 201317:30 |          | 33:31 (pd.)(12:11, 26:26, 29:29) |       | Belgradzka Arena, Belgrad Widzów: 7 500 Sędzia: Mošorinski, Pandžić |

| 18 grudnia 201317:30 | Polska | 22:21(11:8) | Francja | SPC Vojvodina, Nowy Sad Widzów: 1 000 Sędzia: Birch, Stenrand |
| 18 grudnia 201317:30 |        | 22:21(11:8) |         | SPC Vojvodina, Nowy Sad Widzów: 1 000 Sędzia: Birch, Stenrand |

| 18 grudnia 201320:15 | Serbia | 28:25(15:16) | Norwegia | Belgradzka Arena, Belgrad Widzów: 16 500 Sędzia: Gatelis, Mažeika |
| 18 grudnia 201320:15 |        | 28:25(15:16) |          | Belgradzka Arena, Belgrad Widzów: 16 500 Sędzia: Gatelis, Mažeika |

| 18 grudnia 201320:15 | Dania | 31:28(17:17) | Niemcy | SPC Vojvodina, Nowy Sad Widzów: 2 500 Sędzia: Bonaventura, Bonaventura |
| 18 grudnia 201320:15 |       | 31:28(17:17) |        | SPC Vojvodina, Nowy Sad Widzów: 2 500 Sędzia: Bonaventura, Bonaventura |

### Półfinały
| 20 grudnia 201318:00 | Polska | 18:24(6:14) | Serbia | Belgradzka Arena, Belgrad Widzów: 19 000 Sędzia: Bonaventura, Bonaventura |
| 20 grudnia 201318:00 |        | 18:24(6:14) |        | Belgradzka Arena, Belgrad Widzów: 19 000 Sędzia: Bonaventura, Bonaventura |

| 20 grudnia 201320:45 | Brazylia | 27:21(14:10) | Dania | Belgradzka Arena, Belgrad Widzów: 7 000 Sędzia: Lah, Sok |
| 20 grudnia 201320:45 |          | 27:21(14:10) |       | Belgradzka Arena, Belgrad Widzów: 7 000 Sędzia: Lah, Sok |

### Mecz o 3. miejsce
| 22 grudnia 201314:30 | Dania | 30:26(12:15) | Polska | Belgradzka Arena, Belgrad Widzów: 8 236 Sędzia: Gatelis, Mažeika |
| 22 grudnia 201314:30 |       | 30:26(12:15) |        | Belgradzka Arena, Belgrad Widzów: 8 236 Sędzia: Gatelis, Mažeika |

### Finał
| 22 grudnia 201317:15 | Brazylia | 22:20(13:11) | Serbia | Belgradzka Arena, Belgrad Widzów: 19 467 Sędzia: García, Marín |
| 22 grudnia 201317:15 |          | 22:20(13:11) |        | Belgradzka Arena, Belgrad Widzów: 19 467 Sędzia: García, Marín |

## Klasyfikacja końcowa
| Miejsce | Reprezentacja                 |
| ------- | ----------------------------- |
| złoto   | Brazylia                      |
| srebro  | Serbia                        |
| brąz    | Dania                         |
| 4       | Polska                        |
| 5       | Norwegia                      |
| 6       | Francja                       |
| 7       | Niemcy                        |
| 8       | Węgry                         |
| 9       | Hiszpania                     |
| 10      | Rumunia                       |
| 11      | Czarnogóra                    |
| 12      | Korea Południowa              |
| 13      | Holandia                      |
| 14      | Japonia                       |
| 15      | Czechy                        |
| 16      | Angola                        |
| 17      | Tunezja                       |
| 18      | Chiny                         |
| 19      | Argentyna                     |
| 20      | Demokratyczna Republika Konga |
| 21      | Paragwaj                      |
| 22      | Algieria                      |
| 23      | Dominikana                    |
| 24      | Australia                     |

## Nagrody indywidualne
Nagrody indywidualne zdobyły:
| Najlepsza strzelczyni | Najlepsza bramkarka | Najlepsza lewoskrzydłowa | Najlepsza prawoskrzydłowa | Najlepsza lewa rozgrywająca | Najlepsza środkowa rozgrywająca | Najlepsza prawa rozgrywająca | Najlepsza obrotowa | MVP            |
| --------------------- | ------------------- | ------------------------ | ------------------------- | --------------------------- | ------------------------------- | ---------------------------- | ------------------ | -------------- |
| Susann Müller         | Bárbara Arenhart    | Maria Fisker             | Woo Sun-hee               | Sanja Damnjanović           | Anita Görbicz                   | Susann Müller                | Dragana Cvijić     | Eduarda Amorim |